# غواصة يو بي-9
يو بي-9 غواصة ألمانية من فئة يو بي1 خدمت في البحرية الإمبراطورية الألمانية خلال الحرب العالمية الأولى. تم طلبها في أكتوبر 1914 وتم وضعها في حوض بناء السفن لشركة إيه جي فيزر في بريمن في نوفمبر.